# バイオハザード: ウェルカム・トゥ・ラクーンシティ
『バイオハザード: ウェルカム・トゥ・ラクーンシティ』（原題: Resident Evil: Welcome to Raccoon City）は、ヨハネス・ロバーツ監督・脚本による2021年のサバイバルアクションホラー映画。カプコンのゲームシリーズ『バイオハザード』の第1作目と第2作目のストーリーを基とした作品となる。映画「バイオハザード」シリーズのリブート作品であり、実写映画版としては通算第7作目。出演はカヤ・スコデラリオ、ロビー・アメル、ハナ・ジョン＝カーメン、アヴァン・ジョーギア、トム・ホッパー、リリー・ガオ、ニール・マクドノー、ドナル・ローグなど。
アメリカ合衆国では2021年11月24日にソニー・ピクチャーズ リリーシング配給で公開され、日本では2022年1月28日に公開された。

## あらすじ
製薬会社・アンブレラの本拠地だったラクーンシティは、今では衰退しつつあるアメリカ中西部の都市である。アンブレラの撤退により街は荒れ果て、水面下では巨大な悪が発生していた。邪悪なものが解き放たれ、街中の人々が異形へと変貌してしまった中、生き残った少数のグループはアンブレラの実態を明らかにし、悪夢の夜を乗り切るために協力を余儀なくされる。

## キャスト

### 主要人物
クレア・レッドフィールド（Claire Redfield）
演 - カヤ・スコデラリオ、日本語吹替 - ファイルーズあい
ラクーンシティの孤児院育ちで、クリスの妹。アンブレラ社による陰謀を知り、兄にそれを伝えるために故郷の街へと戻って来た。
レオン・S・ケネディ（Leon S. Kennedy）
演 - アヴァン・ジョーギア、日本語吹替 - 梶裕貴
R.P.D.に配属となった新人警官。クレアと行動を共にすることになる。
クリス・レッドフィールド（Chris Redfield）
演 - ロビー・アメル、日本語吹替 - 木村昴
ラクーン市警察（R.P.D.）の特殊部隊・S.T.A.R.S.アルファチームの隊員。スペンサー邸の調査に派遣され連絡の取れなくなったブラヴォーチームを探して、スペンサー邸に入り込む。
ジル・バレンタイン（Jill Valentine）
演 - ハナ・ジョン＝カーメン、日本語吹替 - 沢城みゆき
S.T.A.R.S.アルファチームの隊員。ウェスカーに好意を寄せている。
アルバート・ウェスカー（Albert Wesker）
演 - トム・ホッパー、日本語吹替 - 日野聡
S.T.A.R.S.アルファチームの隊長。何者かからの指示を受けて怪しい行動をとるようになる。
原作ゲーム版と同様アンブレラと繋がっており、中盤でチームを裏切る。しかし原作ゲーム版のような冷徹かつ冷酷非情な人物では無く、悪党ではあるものの「子どもを殺す訳がない。」と発言したり、クリス達に脱出手段となる地下鉄道の存在を教えるなど良心も持ち合わせている。

### ラクーン市警（R.P.D)
ブライアン・アイアンズ（Brian Irons）
演 - ドナル・ローグ、日本語吹替 - 堀内賢雄
ラクーン市警の警察署長。警察官としてはお世辞にも模範的とは言い難い無責任な人物であるものの、寝ているレオンをゾンビから救ったり、レオンとクレアを素直に脱出手段がある建物に繋がっている孤児院まで案内したりと原作の極悪非道な性格では無くなっている。
ブラッド・ヴィッカーズ（Brad Vickers）
演 - ネイサン・デイルズ、日本語吹替 - 川原慶久
S.T.A.R.S.アルファチームのヘリパイロット。
リチャード・エイケン（Richard Aiken）
演 - チャド・ルック、日本語吹替 - 井上剛
S.T.A.R.S.アルファチームのメンバー。
エンリコ・マリーニ（Enrico Marini）
演 - サミー・アゼロ、日本語吹替 - 豊田茂
S.T.A.R.S.ブラヴォーチームの隊長。
ケヴィン・ドゥーリー（Kevin Dooley）
演 - ディラン・テイラー、日本語吹替 - 山本格
S.T.A.R.S.ブラヴォーチームのメンバー。

### バーキン一家
ウィリアム・バーキン（William Birkin）
演 - ニール・マクドノー、日本語吹替 - 平田広明
本作のメインヴィラン。アンブレラ社の人体実験における研究リーダーの一人。研究成果であるG-ウイルスを確保しようとする。
アネット・バーキン（Annette Birkin）
演 - ジャネット・ポーター、日本語吹替 - 安藤麻吹
ウィリアムの妻であり、シェリーの母親。
シェリー・バーキン（Sherry Birkin）
演 - ホリー・デ・バロス、日本語吹替 - 井上ほの花
アネットとウィリアムの娘。

### その他
ベン・ベルトリッチ（Ben Bertolucci）
演 - ジョシュ・クルッダス、日本語吹替 - 中谷一博
アンブレラ社を調べていた陰謀論者。
リサ・トレヴァー（Lisa Trevor）
演 - マリナ・マゼーパ、日本語吹替 - 鹿野真央
アンブレラ社の人体実験における被験体の一人。
エイダ・ウォン（Ada Wong）
演 - リリー・ガオ、日本語吹替 - 田中理恵
ラストに登場する謎の女性。
ルイーズ（Louise）
演 - ジェニー・ヤング
街のレストラン『エミーズ・ダイナー』のウエイトレス。
トラック運転手（Trucker）
演 - パット・ソーントン、日本語吹替 - 遠藤純一
クレアをヒッチハイクでラクーンシティまで同乗させてきたトラック運転手。
アシュフォード・ツイン #1
演 - Heloise Catherine Pead Galvin
孤児院の地下室に置かれていたフィルム映像に登場した双子のうちの一人。
アシュフォード・ツイン #2
演 - Sophia Ann Pead Galvin
孤児院の地下室に置かれていたフィルム映像に登場した双子のうちの一人。

## 登場クリーチャー
ゾンビ (Zombie)
T-ウィルスに感染した人間のなれの果て。
クロウ (Crow)
T-ウィルスに感染したことでゾンビ化したカラス。
ゾンビ犬 (Zombie Dog)
T-ウィルスに感染したことでゾンビ化した犬。犬種はドーベルマン。
リッカー (Licker)
孤児院に潜んでいたゾンビの変異体。
G生物
ウィリアム・バーキンが、自分自身にG-ウィルスを投与したことで変異したもの。

## 製作

### 企画
プリプロダクションは『バイオハザード: ザ・ファイナル』の劇場公開中である2017年初頭より行われ、コンスタンティン・フィルム会長のマルティン・モスコヴィッツはシリーズのリブートが企画中であると発言し、またプロデューサーのジェームズ・ワンがプロジェクトに興味を示していることが報じられた。ワンは2018年12月にこのプロジェクトに関与していないことを明かし、報道は時期尚早であると述べ、代わりに『モータルコンバット』（2021年）をプロデュースすることを表明した。
2021年3月のIGNのインタビューで監督のヨハネス・ロバーツは映画をよりダークなトーンにしたいと語っている:
この映画で私が重視したいのはそのトーンだ。私がゲームで好きだったのは、とにかく怖いという所で、その雰囲気が私が求めるものの大部分だ。常に雨が降っていて、暗くて、怖くて、ラクーンシティは不気味だ。（中略）私はそれを取り入れて、楽しい面、特にゲーム第1作の物語的なスタイルと混ぜ合わせたかった。私たちはとても楽しめたし、キャラクターがスペンサー・マンションにいる場面では1作目の固定アングルを使った。
『ハロウィン』、『要塞警察』、『ザ・フォッグ』といったジョン・カーペンター映画の影響を受けたとされるこの映画は、スペンサー・マンションと『バイオハザード2』で初登場したラクーン警察署の2つの舞台を描くオリジンストーリーであるとロバーツは説明している:
（ゲーム第2作のリメイク版は）トーン、絶え間ない暗さ、雨、ゲームのルックなど、素晴らしい映画体験だった。私はそれを見て、これこそがやってみたい世界だと思った。（中略）私たちはゲーム第2作のリメイク版のトーンを選び、それをこの映画のモデルにした。
ポール・W・S・アンダーソン監督とミラ・ジョヴォヴィッチは2002年から2017年にかけてゲームを原作とした6本の映画を公開して成功を収めたが、ロバーツはアンダーソンのビジョンを高く評価しつつも自身のバージョンは以前のシリーズとは何の関係もないことを強調した:
あれはゲームのルーツと恐怖の世界をベースとした全く別の物語だ。（中略）私はミラ・ジョヴォヴィッチに惚れ込んだし、映画1作目はとても楽しかった。（中略）だが、新たなフランチャイズの手綱を握られるのは本当に嬉しかった。私はゲームをプレイしている時や他人がゲームをプレイしているのを後ろから見ていた際に感じた怖さや雰囲気を（以前の映画では）見たことがなかった。それをスクリーン上で感じられなかったので、これがあなたたちに伝えたいことなのだと思った。

### 脚本執筆
2017年にグレッグ・ルッソが脚本家に就任した。当時、『モータルコンバット』の脚本も担当することとなっていたルッソは2017年に発売されたゲーム『バイオハザード7 レジデント イービル』からインスピレーションを得たが、後にストーリーそのものではなく、「恐ろしく、隔離され、孤独」というゲームのトーンのみを参考にしたことを明かした。ルッソは複数のゲーム作品で使われた楽曲「月光ソナタ」をオープニング・クレジットで使用することを構想していた。2018年11月、『ディスカッシングフィルム』のインタビューでルッソはプロジェクトから離れたことを明かした。同年12月にヨハネス・ロバースが新たな脚本家・監督として起用された。2019年8月、『スクリーン・ラント』のインタビューでロバーツはリブート版が「超、超怖い」ものになり、以前よりゲームに忠実になると語った。
『Deadline Hollywood』に寄せた声明でロバーツは次のように述べている:
私はゲームの初期2作に戻り、初めてプレイしたときの恐ろしい、直感的な体験を再現したいと思っていた。同時に、死にゆくアメリカの小さな町についての地に足のついた人間の物語を提示し、現代の観客に親近感を持って貰えるようにしたいと思っている。
同じ記事でプロデューサーのロバート・クルツァーは次のように語っている:
1ダースのゲーム、6本の実写映画、そして数百ページのファンフィクションを経て、私たちは1998年に戻り、スペンサー・マンションとラクーンシティの壁に隠された秘密を探らなければならないと感じた。

### キャスティング
2020年初頭時点でキャスティングが進行中であったが、COVID-19パンデミックの影響で遅れていた。2020年2月の『スターバースト』誌のインタビューでロバーツはキャスティング詳細が3月に発表されることを明かした.。2020年4月、『フル・サークル・シネマ』はスタジオがブレントン・スウェイツ、カヤ・スコデラリオ、ハリス・ディキンソンをそれぞれクリス・レッドフィールド役、クレア・レッドフィールド役、レオン・S・ケネディ役で構想していると報じた。
2020年10月6日、『Deadline Hollywood』はスコデラリオとハナ・ジョン＝カーメンがクレア役とジル・バレンタイン役、ロビー・アメル、トム・ホッパー、アヴァン・ジョーギア、ニール・マクドノーがそれぞれクリス・レッドフィールド役、アルバート・ウェスカー役、レオン・S・ケネディ役、ウィリアム・バーキン役に決定したことが報じられた。同年11月、ドナル・ローグがブライアン・アイアンズ役、チャド・ルックがリチャード・エイケン役、リリー・ガオがエイダ・ウォン役でキャスティングされた。

### 撮影
主要撮影は2020年10月17日にカナダのオンタリオ州グレーターサドバリーで始まり、マキシム・アレクサンドルが撮影監督に起用された。2020年12月24日に撮影は終了した。

### ポストプロダクション
2021年3月、ロバーツは正式タイトル『Resident Evil: Welcome to Raccoon City』を公表した。2021年5月、アメルはトロントで再撮影中であることを明かした。

## 公開
アメリカ合衆国では2021年11月24日にソニー・ピクチャーズ・リリーシング配給で公開された。当初の公開予定日は2021年9月3日であったが、2021年11月に延期された。

## 評価
IGN Japanのゲームライターである渡邉卓也は「（本作を）見た君は、きっとミラ・ジョヴォヴィッチが恋しくなる。『ミラ・ジョヴォヴィッチ版はスゴかった。』と学べるだろう。」という記事を発表した。
- 本作はリメイク版『バイオハザード』と『バイオハザード RE:2』を合体させた内容で、クリス、ジル、レオン、クレア、ウェスカーなど原作の人気キャラクターが一堂に会する。これ自体は嬉しいはずなのだが強引かつ物理的にもつなげてしまっているのが大きな問題である。
- 前述の2作品は場所も時間も異なるうえ、まともにやると登場人物の数があまりにも増えすぎる。さらにクリスとクレアの兄妹はアンブレラの孤児院で育ったというオリジナルストーリーまで詰め込んでいる。
- 結果として本作は原作を尊重している映画作品のはずなのにキャラクターを大幅に改変するという手法を取ってしまっている。
- 本作は原作に忠実というよりはヨハネス・ロバーツ監督による「独自解釈のバイオハザード」になっている。
- ジャンプスケア（急に大きな音と怖い映像が出る演出）が多用されすぎていて、「（周りの客などではなく映画そのものが）うるさいな……。」という感想を抱いたのは初めて。
- 本作は「バイオハザード」を知らない人にとってはなかなかつらい映画で、ファンからしても原作改変によって喜びづらい内容でどっちにも受けない。
- ゲームを遊ばない人にも受けたミラ・ジョヴォヴィッチ版の偉大さを痛感するだろう。

などと評した。
日本では2022年1月28日に全国287館の劇場で公開され、土日2日間で動員10万4000人・興収1億6100万円を稼ぎ出し、同年1月31日に発表された週末興行成績ランキングでは初登場第3位にランクインした。